# Stephen Simpson (pilote automobile)
Pas d'image ? Cliquez ici
Stephen Simpson, né le 8 janvier 1984 à Poole en Angleterre, est un pilote automobile Sud Africain qui participe à des épreuves d'endurance au volant de Sport-prototype dans différents championnats comme le WeatherTech SportsCar Championship et l'American Le Mans Series.

## Carrière

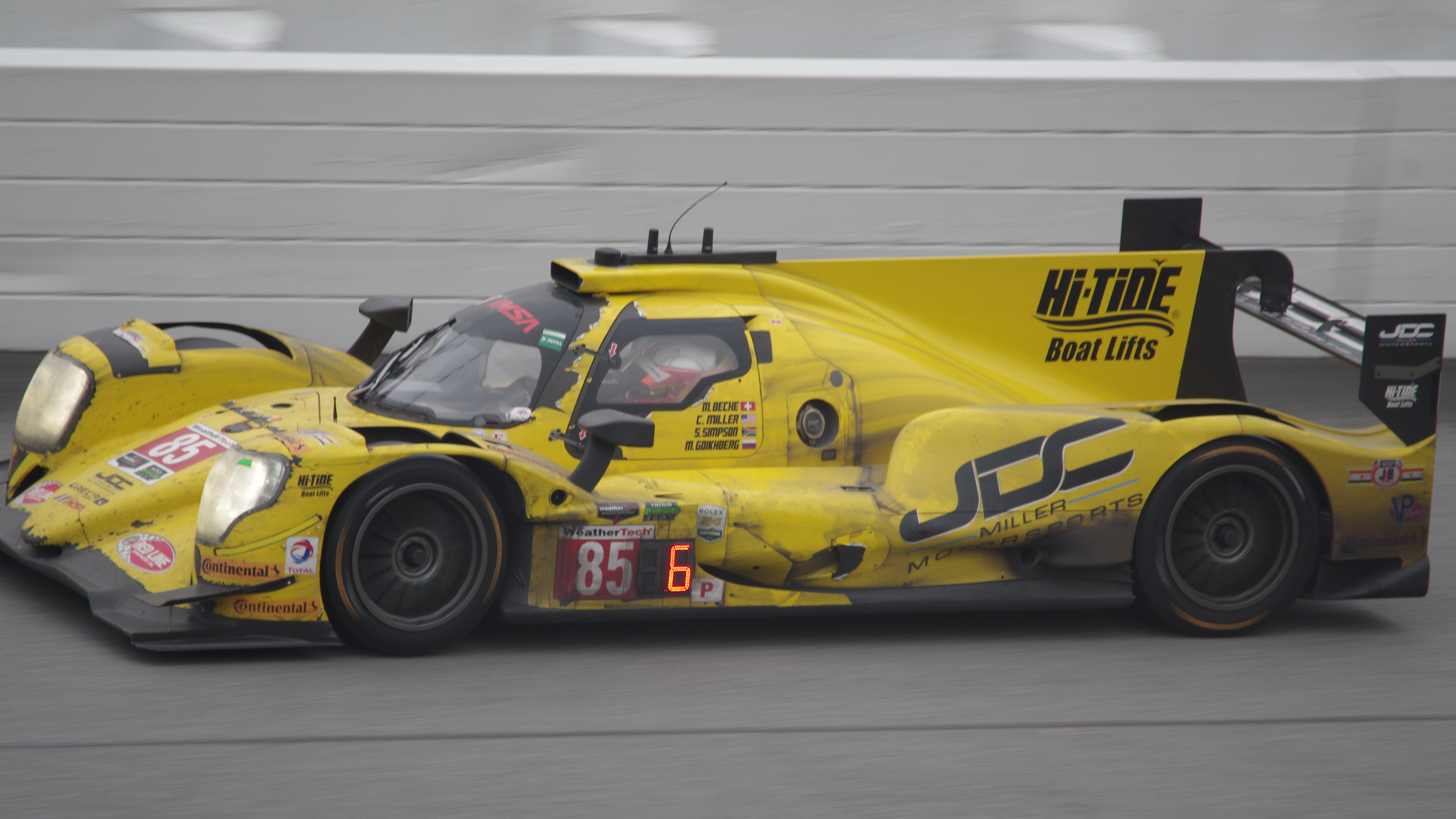
l'Oreca 07 de l'écurie JDC-Miller Motorsports pilotée par Stephen Simpson lors des 24 Heures de Daytona 2017

En 2017, comme lors des saisons précédentes, Stephen Simpson s'était engagé avec l'écurie américaine JDC-Miller Motorsports afin de participer au championnat WeatherTech SportsCar Championship. L'écurie américaine, après de avoir concouru dans la catégorie PC lors de la saison 2016, avait décidé de s'engager dans la catégorie reine du championnat, c'est-à-dire la catégorie prototype, et c'est ainsi que Stephen Simpson avait pu conduire une Oreca 07 avec comme coéquipiers les pilotes Chris Miller et Mikhail Goikhberg ainsi que Mathias Beche qui les avaient aidé pour les 24 Heures de Daytona. Lors de cette première manche du championnat Stephen Simpson réalisa le 7e temps des qualifications et la voiture avait fini en 5e position de la catégorie prototype à 13 tours de l'équipage vainqueur. Lors des 12 Heures de Sebring, la seconde manche du championnat américain, Stephen Simpson s'était montré particulièrement véloce lors des essais libres en réalisant le meilleur temps de la première séance. Malheureusement, lors de la course, la voiture avait fini au pied du podium en 4e position. Il avait ensuite fallu attendre les 6 Heures de Watkins Glen pour revoir Stephen Simpson en haut de la feuille de chronométrage lors de la première séance d'essai libre. 

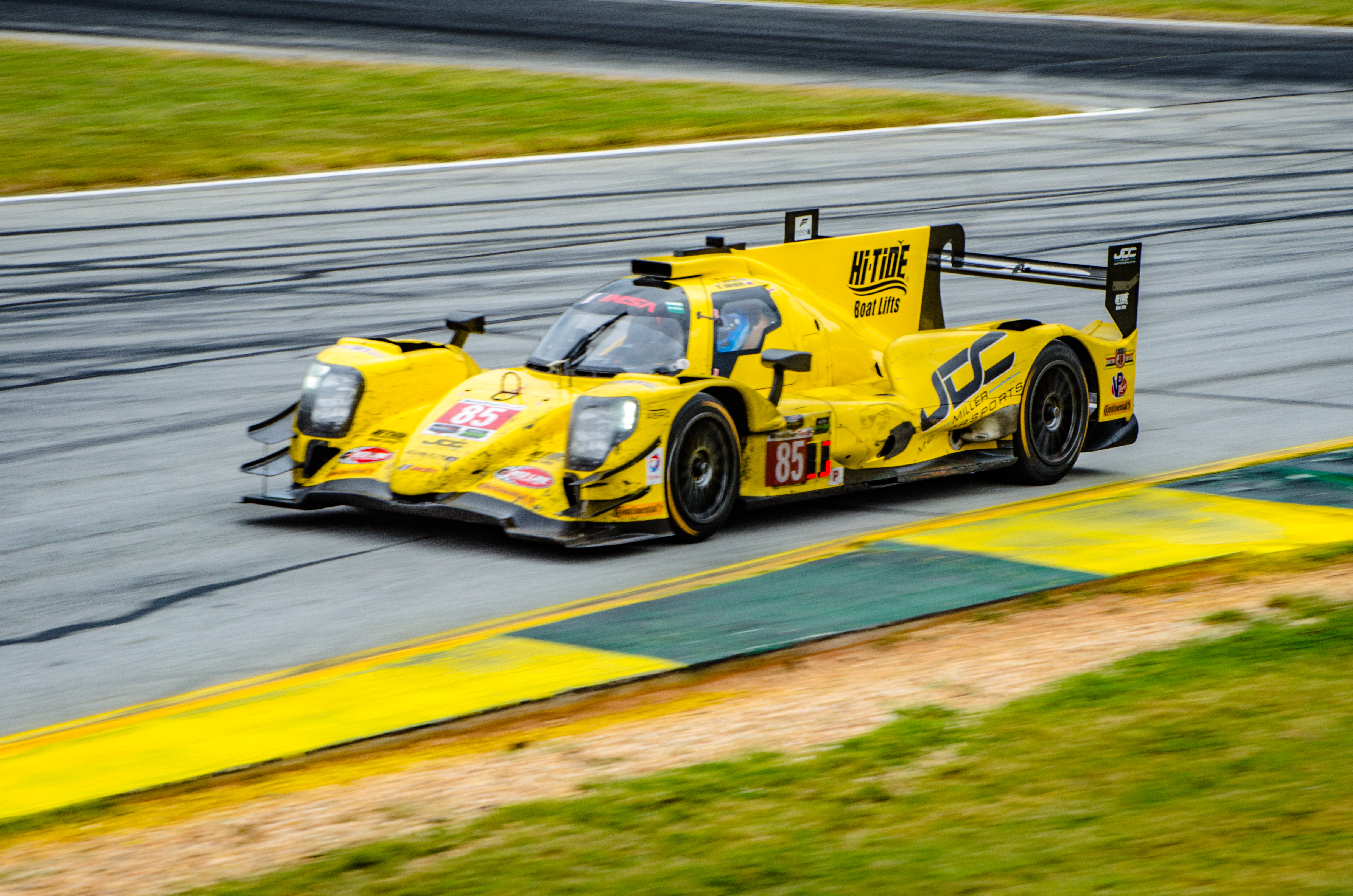
l'Oreca 07 de l'écurie JDC-Miller Motorsports pilotée par Stephen Simpson lors des Petit Le Mans 2017

Après avoir mené cette manche, l'Oreca 07 n°85 de l'écurie JDC Miller Motorsports avait perdu cette manche sur le fil et avait fini à 1 s 183 de la Cadillac DPi-V.R victorieuse. Lors de la manche suivante, le Grand Prix automobile de Mosport, à la suite d'un restart et de l'apparition de la pluie, l'Oreca 07 n°85 de l'écurie JDC Miller Motorsports était de nouveau monté sur la 2e marche du podium et Stephen Simpson avait réalisé le meilleur temps en course. À la suite de cela, Stephen Simpson a de nouveau briller lors du Road Race Showcase en réalisant le meilleur temps de la seconde séance d'essai libre. A l'issue de la saison, Stephen Simpson avait marqué 277 points et avait fini en 4e position du championnat pilote.

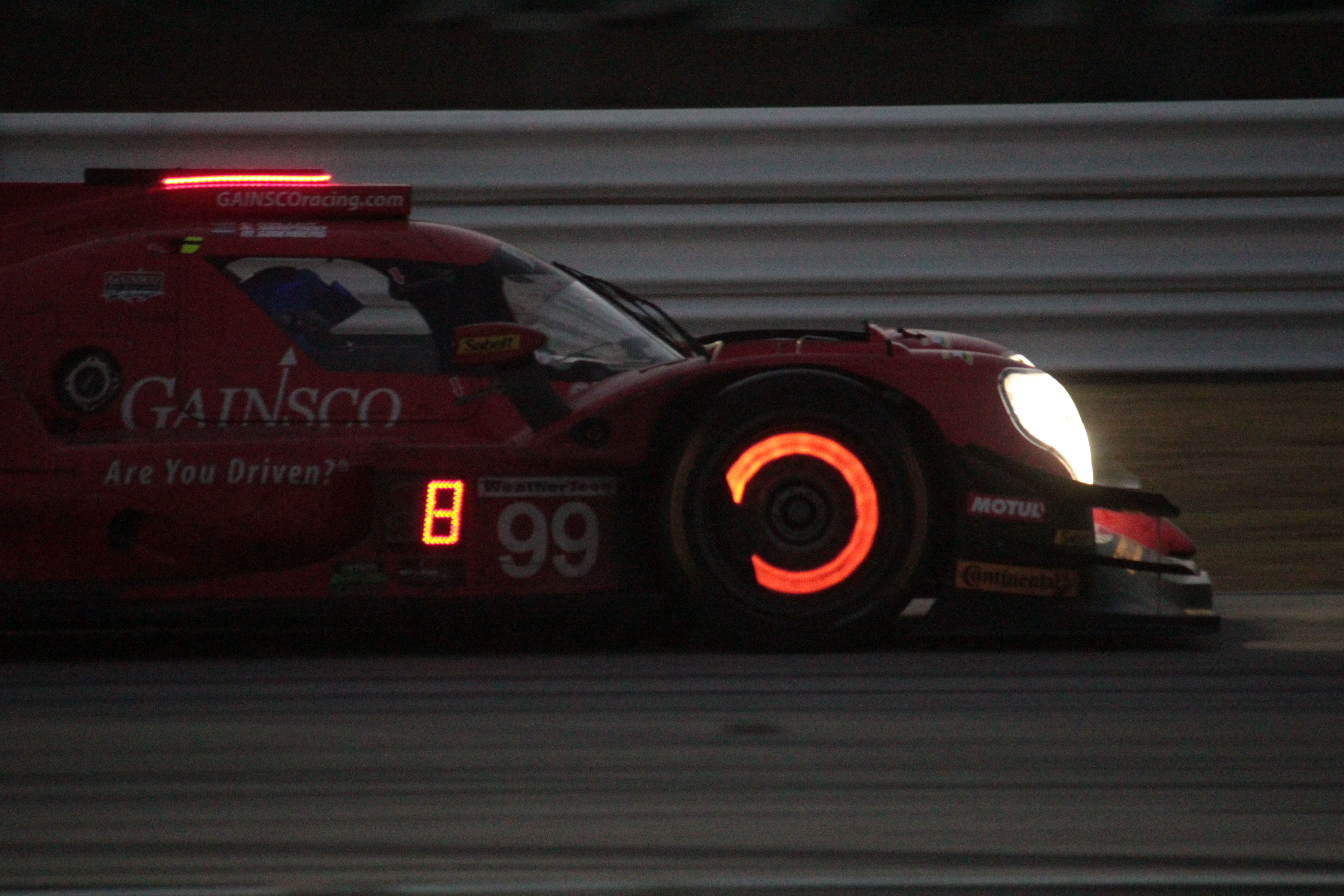
l'Oreca 07 n°99 de l'écurie JDC-Miller Motorsports pilotée par Stephen Simpson lors des 12 Heures de Sebring 2018

En 2018, Stephen Simpson avait poursuivi son engagement avec l'écurie américaine JDC-Miller Motorsports afin de participer au championnat WeatherTech SportsCar Championship aux mains d'une Oreca 07 avec comme coéquipier Mikhail Goikhberg. Il avait été accompagné par Chris Miller pour les courses longues. Gustavo Menezes avait rejoint l’équipage pour les 24 Heures de Daytona et la voiture avait été soutenu par un nouveau partenaire commercial de l'écurie, la société GAINSCO Auto Insurance. Bien que ralliant la ligne d'arrivée lors des manches du championnat, l'Oreca 07 n°99 n'avait pas réussi à monter sur le podium lors des cinq première manche du championnat. C'est aux 6 Heures de Watkins qu'elle réalisa sa première performance notoire en remportant la course devant l'Oreca 07 de l'écurie CORE Autosport avec 1 s 954 d'avance. Lors du Road Race Showcase, l'Oreca 07 était ensuite monté sur la 2e marche du podium. A l'issue de la saison, Stephen Simpson avait marqué 252 points et avait fini de nouveau en 4e position du championnat pilote.

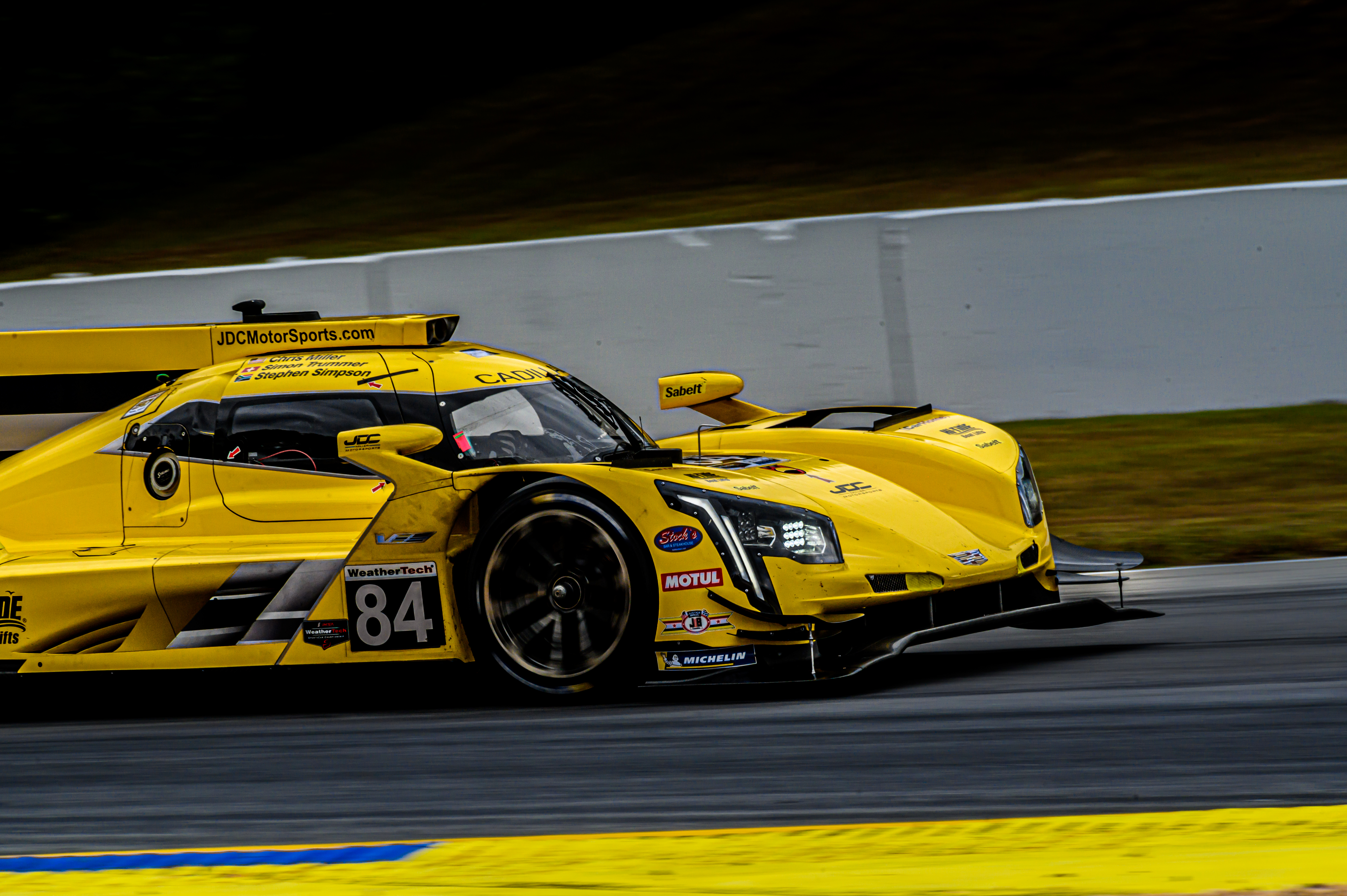
Cadillac DPi-V.R n°84 piloté par Stephen Simpson lors des Petit Le Mans 2019

En 2019, Stephen Simpson avait poursuivi son engagement avec l'écurie américaine JDC-Miller Motorsports afin de participer au championnat WeatherTech SportsCar Championship. Par rapport aux saison précédente, cela ne s'était pas passé aux mains d'une Oreca 07 mais d'une Cadillac DPi-V.R dans la catégorie DPi avec le numéro 84. Son coéquipier avait également changé et c'est avec le pilote suisse Simon Trummer qu'il avait participé a l'intégralité de la saison. Pour les courses longues, comme les saisons précédentes, Chris Miller l'avait accompagné. Le pilote colombien Juan Piedrahita (en) les avait accompagnés lors des 24 Heures de Daytona. Le passage de l'Oreca 07 à la Cadillac DPi-V.R s’était révélé plus difficile que prévu et les performances de Stephen Simpson avaient été en retrait par rapport aux saisons précédentes et le meilleur classement lors de ce championnat fut une 4e place les Sports Car Classic. A l'issue de la saison, Stephen Simpson avait marqué 237 points et avait fini de nouveau en 8e position du championnat pilote.
En 2020, Stephen Simpson avait annoncé qu'il ne piloterait plus pour l'écurie américaine JDC-Miller Motorsports dans le championnat WeatherTech SportsCar Championship. Malgré cette annonce, il avait participé avec cette même écurie a certaine manche au championnat WeatherTech SportsCar Championship aux mains d'une Cadillac DPi-V.R. Sa meilleure performance avait été une 4e place lors des 12 Heures de Sebring. A cela s'était rajouté un programme en Michelin Pilot Challenge avec le JDC-Miller Motorsports aux mains d'une Audi RS 3 LMS TCR.
En 2021, Stephen Simpson s'était engagé avec l'écurie autrichienne GRT Grasser Racing Team afin de participer au 12 Heured se Sebring aux mains d'une Lamborghini Huracán GT3 Evo dans la catégorie GTD.

## Palmarès

### Résultats enWeatherTech SportsCar Championship
| Année | Écurie                  | Classe | Châssis                     | Moteur                      | 1      | 2      | 3     | 4      | 5      | 6     | 7     | 8     | 9     | 10     | 11    | Pos. | Pts |     |
| ----- | ----------------------- | ------ | --------------------------- | --------------------------- | ------ | ------ | ----- | ------ | ------ | ----- | ----- | ----- | ----- | ------ | ----- | ---- | --- | --- |
| 2014  | JDC-Miller Motorsports  | PC     | Oreca FLM09                 | Chevrolet LS3 6,2 l V8 Atmo | DAY    | SEB 4  | LGA 6 | KAN 10 | WGL 6  | IMS 7 | ELK 3 | VIR   | COA 7 | PET 6  |       | 9e   | 210 |     |
| 2015  | JDC-Miller Motorsports  | PC     | Oreca FLM09                 | Chevrolet LS3 6,2 l V8 Atmo | DAY 3  | SEB    | LGA   | DET 2  | WGL    | MOS   | LIM 6 | ELK   | COA   | PET    |       | 16e  | 90  |     |
| 2016  | JDC-Miller Motorsports  | PC     | Oreca FLM09                 | Chevrolet LS3 6,2 l V8 Atmo | DAY 1  | SEB 4  | LBH 1 | LGA 5  | DET 7  | WGL 4 | MOS 5 | LIM 6 | ELK 7 | COA 6  | PET 3 | 3e   | 317 |     |
| 2017  | JDC-Miller Motorsports  | P      | Oreca 07                    | Gibson GK428 4,2 l V8 Atmo  | DAY 5  | SEB 4  | LBH 4 | MDO 4  | DET 6  | WGL 2 | MOS 2 | ELK 8 | LGA 4 | PET 6  |       | 4e   | 277 |     |
| 2018  | JDC-Miller Motorsports  | P      | Oreca 07                    | Gibson GK428 4,2 l V8 Atmo  | DAY 7  | SEB 7  | LBH 8 | MDO 7  | DET 11 | WGL 1 | MOS 7 | ELK 2 | LGA 6 | PET 10 |       | 4e   | 252 |     |
| 2019  | JDC-Miller Motorsports  | DPi    | Cadillac DPi-V.R            | Cadillac 5,5 l V8 Atmo      | DAY 10 | SEB 8  | LBH 5 | MDO 7  | DET 4  | WGL 9 | MOS 8 | ELK 9 | LGA 9 | PET 5  |       | 8e   | 237 |     |
| 2020  | JDC-Miller Motorsports  | DPi    | Cadillac DPi-V.R            | Cadillac 5,5 l V8 Atmo      | DAY    | DAY    | SEB 8 | ELK    | ATL 8  | MOH   | ATL   | LGA 8 | SEB 4 |        | 14e   | 97   |     |     |
| 2021  | GRT Grasser Racing Team | GTD    | Lamborghini Huracán GT3 Evo | Lamborghini 5,2 l V10 Atmo  | DAY    | SEB 18 | MOH   | BEL    | WGL    | WGL   | LIM   | ELK   | LGA   | LBH    | VIR   | ATL  | 67e | 198 |